# Lekkoatletyka na Letnich Igrzyskach Paraolimpijskich 2004 – pchnięcie kulą kl. F57 mężczyzn
W pchnięciu kulą kl. F57 (zawodnicy na wózkach inwalidzkich) mężczyzn podczas Letnich Igrzysk Paraolimpijskich 2004 rywalizowało ze sobą 11 zawodników.

## Wyniki

### Finał
| Poz. | Zawodnik           | Narodowość        | Rezultat | Uwagi |
| ---- | ------------------ | ----------------- | -------- | ----- |
| 1    | Michael Louwrens   | Południowa Afryka | 13.31    | PR    |
| 2    | Jamil Elshebli     | Jordania          | 13.19    |       |
| 3    | Julius Hutka       | Słowacja          | 12.30    |       |
| 4    | Zheng Weihai       | Niemcy            | 12.07    |       |
| 5    | Maurizio Nalin     | Włochy            | 11.95    |       |
| 6    | Hossam Abd Ellatif | Egipt             | 11.59    |       |
| 7    | Larry Hughes       | Stany Zjednoczone | 11.49    |       |
| 8    | Wang Zhiquan       | Chiny             | 10.42    |       |
| 9    | Alibala Huseynov   | Azerbejdżan       | 10.06    |       |
| 10   | Wu Wei             | Chiny             | 8.21     |       |
|      | Rostislav Pohlmann | Czechy            | DNS      |       |